# La doble vida de Estela Carrillo
La doble vida de Estela Carrillo es una telenovela mexicana producida por Rosy Ocampo para Televisa y transmitida por Las Estrellas en 2017. Es una historia original que toca el tema de la emigración mexicana y la música regional mexicana. Se estrenó por Las Estrellas el 13 de febrero de 2017 en sustitución de La candidata y finalizó el 21 de mayo del mismo año siendo reemplazada por La piloto.
Esta protagonizada por Ariadne Díaz y David Zepeda, junto con Danilo Carrera, África Zavala, Alejandro Tommasi, Marco Méndez y Sara Corrales en los roles antagónicos y contando con las actuaciones estelares de Vanessa Bauche, Adrián Di Monte y de las primeras actrices Zaide Silvia Gutiérrez y Erika Buenfil.

## Trama
Estela es una hermosa mujer que trabaja dando clases de música a niños y jóvenes, en una Fundación que aleja a los chicos de la delincuencia, en Riverside, California. A pesar de ser muy querida por sus alumnos, Estela no convive mucho con ellos. Por alguna razón, prefiere mantenerse reservada ante la comunidad con su pequeña hija de 3 años, Paloma, y con su mejor amiga, Chayo, a quien Paloma la considera casi como su abuelita.
Todo transcurre con tranquilidad, hasta que Estela se ve envuelta en una tragedia donde su nombre se hace viral en redes sociales. Es así como Ryan Cabrera, un atractivo empresario acusado de asesinato, se entera de ella, y le pide a sus abogados que la busquen para que testifique a su favor.
Los abogados dan con Estela, sin embargo ella trata de evitar acudir al juicio a toda costa, y de inmediato corre a ver a Chavalín, un simpático salvadoreño, para que le explique de quién es la identidad que le vendió. Pero Chavalín no tiene la menor idea, solo sabe que es de una mujer que desapareció hace tres años.
Y es que en realidad, ella no es Estela Carrillo, sino una inmigrante ilegal que compró una visa para conseguir un mejor trabajo, y de esa manera poderle dar a su hija una mejor vida. Estela quiere huir de allí, sin embargo, no puede hacerlo, porque si es atrapada y deportada a México, su vida y la de su pequeña hija corren peligro allí.
De esta manera, y ante el temor de que Ryan en verdad sea un asesino, Estela se decide por el menor de los males, y miente en el juicio de Ryan Cabrera, declarando que ella y Ryan estuvieron juntos a la hora que asesinaron a aquel hombre.
A partir de este momento todo se complica para Estela, ya que Ryan le exige mantenerse en el papel de su amante, para no correr el riesgo de que las autoridades descubran la mentira. Es así como Estela tendrá que vivir entre el temor a un hombre que en verdad puede ser un asesino y la atracción que empieza a sentir hacia él.
Pero lo peor está por venir, cuando la verdadera Estela Carrillo aparezca para reclamar su nombre y al amor de su vida.

## Reparto
- Ariadne Díaz - Estela Carrillo Infante / Laura Oviedo Hernández de Cabrera "La Regia"[5]
- David Zepeda - Ryan Cabrera Toribio
- Danilo Carrera - Danilo Cabrera Toribio
- África Zavala - Morgana Santos
- Erika Buenfil - Mercy Toribio Vda. de Cabrera[6]
- Alejandro Tommasi - John Blake Green "Mr. Blake"[7]
- Sara Corrales - Estela Carrillo Infante "El Dorado" / Juana Saucedo / Estela Cabrera Toribio[8]
- Zaide Silvia Gutiérrez - Rosario Hinojosa "Chayo"
- Marco Méndez - Asdrúbal Guerrero
- Vanessa Bauche - Leticia Jiménez Vda. de Allen
- Lourdes Reyes - Luisa Almeida
- Adrián Di Monte - Joe Hernández
- Mike Biaggio - Fausto Galindo
- Franklin Virgüez - "El Talismán"
- Claudia Ríos - Antonia Flores Vda. de Reyes "la Toña"
- Luis Uribe - Néstor Aguilera / Lucio Galván Romero "el Dorado"
- Andrés Zuno - Tomás Allen "Tom"[9]
- Álex Perea - Tadeo Quintanilla Jiménez
- Adriana Ahumada - María Quintanilla Jiménez
- Carlos Speitzer - Trinidad Huerta "el Calao"
- Tania Lizardo - Ernestina Tinoco "Nina"
- Armando Torrea - Steve White
- Lara Campos - Paloma Carrillo / Paloma Terrazas
- Luis Xavier - Soto
- Héctor Cruz - Osiel Reyes
- Iván Caraza - Renato "Tato" de la Torre
- Ermis Cruz - Wilmer Gutiérrez "Chavalín"
- Omar Medina - Erasmo Quintanilla
- Marcos Montero - Horacio Cinta
- Cesáreo Sánchez - Chayo "Cardenal Mayor"
- Ingrid Lazper - Evelyn
- Francisco Calvillo - Marcelino Salgado
- Naile López - Rita
- Yany Prado - Génesis
- Jessica Ortiz - La sicario del "Dorado"
- José Miguel Pérez - Asistente de Milton
- Santiago González - Lic. de CPS
- Eric Crum - Celso
- Diego Ornellas Díaz - Braulio Cabrera Oviedo
- Alfredo Adame[10]- Pedro Carrillo González
- César Évora - Walter Cabrera
- Juan Carlos Barreto - Silverio Pineda "El Sagrado"[11]
- Julión Álvarez - Él mismo
- Livia Brito - Yolanda Cadena Lesmes (Cameo)[12]
- Macarena Achaga - Olivia Nieves (Cameo)
- Verónica Montes - Lizbeth Álvarez (Cameo)
- Carlos Athié - Porfirio Pineda "el Barón"
- Zelma Cherem - Úrsula Pineda
- Mimoso - Él mismo
- Pedro Mar - Osvaldo Capiz "Baldo"
- Gala Halyna - Bonnie de Quintanilla "Bonita"
- Pía Sanz - Lindsay de Hernández
- Ricardo Baranda - Milton Cameron
- Mauricio de Montellano - Ausencio Granados
- Raphael Cubas - Agustín
- Isabela Roch - Felicia
- Michelle González - Tory Collins
- Roger Cudney - Jonas Logan
- Esteban Franco - Isidro Terrazas
- Regina Pavón - Kimberly "Kim"
- Moisés Arizmendi - Abogado acusador
- Juan Verduzco - Juez Estrada
- Alejandro de Hoyos Parera - Mark
- Werner Bercht - Bruce
- Horacio Palencia - Él mismo
- Carlos Gatica - Rubén
- Eric Prats - Dr. Fragoso
- Alan Alarcón - Jimmy Benson
- Delia Casanova - Herminia
- Ramiro Fumazoni - Juez Andrew Norman
- Marco Corleone[13] - Xenófobo
- Ruth Shenfield
- Juan Carlos Beyer
- Horacio Castelo
- Marlene Kalb

## Producción
El inicio de la producción de la telenovela fue confirmado el 10 de noviembre de 2016 en la Ciudad de México. La telenovela tuvo locaciones en Los Ángeles, Tijuana y Ciudad de México. De acuerdo con Rosy Ocampo la telenovela está basada en un hecho real: «en la vida de una mujer que busca tener una vida mejor y por diversas circunstancias tiene que irse a Estados Unidos y cambiar su identidad». Esta telenovela fue la última producción de Ocampo como productora ejecutiva. También mostró el debut de Ariadne Díaz como cantante con su sencillo promocional «Para que tú me amaras». El 9 de mayo de 2017, se confirmó que la producción había sido renovada para una segunda temporada. El 12 de marzo de 2018, Flor Rubio de Radio Fórmula, confirmó que la producción de la segunda temporada «había quedado pospuesta».

## Audiencia
| Temporada | Horario (CT)                                                          | Episodios | Primera emisión       | Primera emisión      | Última emisión     | Última emisión       | Prom. de espectadores (millones) |
| Temporada | Horario (CT)                                                          | Episodios | Fecha                 | Audiencia (millones) | Fecha              | Audiencia (millones) | Prom. de espectadores (millones) |
| --------- | --------------------------------------------------------------------- | --------- | --------------------- | -------------------- | ------------------ | -------------------- | -------------------------------- |
| 1         | Lunes a viernes 21:30 - 22:30 h.Domingo 20:00 - 23:00 h. (eps. 71-72) | 72        | 13 de febrero de 2017 | 3.8                  | 21 de mayo de 2017 | 2.4                  | —                                |

## Premios y nominaciones

### Premios Glaad 2017
| Año  | Categoría                           | Nominados                                 | Resultado |
| ---- | ----------------------------------- | ----------------------------------------- | --------- |
| 2017 | Mejor scrip en una serie en español | Claudia Velazco y Pedro Armando Rodríguez | Nominados |

### Premios TVyNovelas 2018
| Categoría                  | Nominados                                 | Resultado |
| -------------------------- | ----------------------------------------- | --------- |
| Mejor guion o adaptación   | Claudia Velazco y Pedro Armando Rodríguez | Nominados |
| Mejor actriz protagónica   | Ariadne Díaz                              | Nominada  |
| Mejor actor protagónico    | David Zepeda                              | Nominado  |
| Mejor villana              | África Zavala                             | Nominada  |
| Mejor villano              | Danilo Carrera                            | Ganador   |
| Mejor primera actriz       | Zaide Silvia Gutiérrez                    | Nominada  |
| Mejor primer actor         | Alejandro Tommasi                         | Nominado  |
| Mejor actriz coestelar     | Erika Buenfil                             | Nominada  |
| Mejor actor coestelar      | Adrián Di Monte                           | Nominado  |
| Mejor actriz juvenil       | Yanni Prado                               | Nominada  |
| Mejor actor juvenil        | Álex Perea                                | Nominado  |
| Mejor actriz de reparto    | Vanessa Bauche                            | Nominada  |
| Mejor actor de reparto     | Marco Méndez                              | Nominado  |
| Mejor dirección de cámaras | Manuel Barajas y Alejandro Álvarez        | Nominados |
| Mejor dirección de escena  | Benjamín Cann y Rodrigo G.H. Zaunbos      | Nominados |
| Mejor reparto              | Eduardo Meza                              | Nominado  |
| Mejor tema musical         | Julión Álvarez y Joss Favela              | Nominados |

### Premios Bravo 2018
| Categoría               | Nominado (a) | Resultado |
| ----------------------- | ------------ | --------- |
| Mejor actor protagónico | David Zepeda | Ganador   |